# اتفاقية التجارة الحرة بين دول مجلس التعاون الخليجي ولبنان
اتفاقية التجارة الحرة بين دول مجلس التعاون الخليجي ولبنان هي اتفاقية اقتصادية وقعت بين الأمانة العامة لمجلس التعاون لدول الخليج العربية من جهة، وجمهورية لبنان من جهة أخرى. وقعت الاتفاقية في 11 يوليو 2004، تختص الاتفاقية بعملية التخفيض الجمركي والتسهيلات الملحوظة بالاتفاقيات المماثلة.

## التوقيع
بات لبنان أول دولة عربية وأجنبية وقعت على اتفاقية التجارة الحرة مع مجموعة دول مجلس التعاون الخليجي، وذلك بعد أقل من ثلاثة أشهر على بدء المفاوضات بين الطرفين. رعى التوقيع رئيس مجلس الوزراء اللبناني رفيق الحريري في السراي الحكومي في بيروت مع وزير الخارجية الكويتي محمد صباح السالم الصباح رئيس الدولة الحالية لمجلس التعاون الخليجي آنذاك، وأمين عام المجلس عبد الرحمن العطية، ووزير الخارجية اللبناني جان عبيد.

## الاتفاقية
تنص الاتفاقية على زيادة حجم التبادل التجاري والغاء الرسوم الجمركية بعد سريانها وزيادة حجم تبادل الاستثمارات بين الطرفين، بالإضافة لتعزيز العلاقات الاقتصادية. الاتفاق تعالج شقين، الأول خاص بالسلع، والآخر بالخدمات.